# 贝丝·穆尼
贝丝·穆尼（英語：Beth Mooney，1994年1月14日—），生于维多利亚州，澳大利亚女子板球运动员。她曾代表澳大利亚国家队参加2022年英联邦运动会板球比赛，获得一枚金牌。